# EuroV8 Series 2014
La stagione 2014 delle EuroV8 Series è stata la prima e unica edizione del campionato nato sulle ceneri delle Superstars Series e che dal 2015 sarà rinominato SuperTouringSeries. È iniziata il 6 aprile all'autodromo nazionale di Monza ed è terminata il 5 ottobre all'Hockenheimring.

## Piloti e scuderie
| Scuderia           | Vettura                     | #  | Pilota                 | Gare   |
| ------------------ | --------------------------- | -- | ---------------------- | ------ |
| Audi Sport Italia  | Audi RS5                    | 01 | Tomáš Kostka           | 1-6    |
| Audi Sport Italia  | Audi RS5                    | 02 | Davide Stancheris      | 1-3    |
| Audi Sport Italia  | Audi RS5                    | 02 | Emanuele Zonzini       | 4-6    |
| Audi Sport Italia  | Audi RS5                    | 03 | Ermanno Dionisio       | 2-6    |
| Team BMW Dinamic   | BMW M3 (E92)                | 04 | Niccolò Mercatali      | 1-4    |
| Team BMW Dinamic   | BMW M3 (E92)                | 05 | Max Mugelli            | 1-6    |
| Team BMW Dinamic   | BMW M3 (E92)                | 19 | Maurizio Copetti       | 1-4    |
| Team BMW Dinamic   | BMW M3 (E92)                | 19 | Francesca Linossi      | 5      |
| Team BMW Dinamic   | BMW M3 (E92)                | 19 | Niccolò Mercatali      | 6      |
| Team BMW Dinamic   | BMW M3 (E92)                | 47 | Gianpiero Pindari      | 6      |
| Scuderia Giudici   | BMW M3 (E92)                | 06 | Jonathan Giacon        | 1, 3   |
| Scuderia Giudici   | BMW M3 (E92)                | 09 | Gianni Giudici         | 1, 3   |
| Scuderia Giudici   | BMW M3 (E92)                | 47 | Domiziano Giacon       | 2-3    |
| Scuderia Giudici   | BMW 550i                    | 64 | Gabriele Volpato       | 1      |
| Tecnodom           | BMW M3 (E92)                | 06 | Jonathan Giacon        | 5      |
| Tecnodom           | BMW M3 (E92)                | 47 | Domiziano Giacon       | 5      |
| Tecnodom           | Audi RS4                    | 48 | Kevin Giacon           | 5      |
| Tecnodom           | Audi RS4                    | 49 | Silvano Bolzoni        | 5      |
| MRT by Nocentini   | Chrysler 300C SRT-8         | 07 | Alessandro Battaglin   | 1      |
| MRT by Nocentini   | Chrysler 300C SRT-8         | 07 | Kevin Giacon           | 3      |
| MRT by Nocentini   | Lexus IS-F                  | 46 | Giovanni Lavaggi       | 1-2, 4 |
| Todi Corse         | BMW M3 (E90)                | 08 | Francesco Ascani       | 2      |
| Solaris Motorsport | Chevrolet Lumina CR8        | 11 | Domenico Schiattarella | 1, 3   |
| Solaris Motorsport | Chevrolet Lumina CR8        | 11 | Giovanni Berton        | 5-6    |
| Solaris Motorsport | Chevrolet Camaro SS         | 12 | Francesco Sini         | 1-6    |
| Hartmann Racing    | Mercedes-Benz C63 AMG       | 14 | Giuseppe Cipriani      | 1      |
| Hartmann Racing    | Mercedes-Benz C63 AMG       | 15 | Hans Hartmann          | 1      |
| Roma Racing Team   | Mercedes-Benz C63 AMG Coupé | 27 | Eddie Cheever III      | 1      |
| Roma Racing Team   | Mercedes-Benz C63 AMG Coupé | 27 | Nicola Baldan          | 2-6    |
| Roma Racing Team   | Mercedes-Benz C63 AMG       | 28 | Nicola Baldan          | 1      |
| Roma Racing Team   | Mercedes-Benz C63 AMG       | 28 | Nico Caldarola         | 3-6    |
| CAAL Racing        | Mercedes-Benz C63 AMG       | 54 | Diego Romanini         | 1-4, 6 |
| CAAL Racing        | Mercedes-Benz C63 AMG       | 58 | Leonardo Baccarelli    | 1-3, 6 |
| CAAL Racing        | Mercedes-Benz C63 AMG       | 58 | Gianpiero Pindari      | 4      |

## Calendario
| Gara | Gara | Circuito                             | Data         |
| ---- | ---- | ------------------------------------ | ------------ |
| 1    | G1   | Autodromo nazionale di Monza         | 6 aprile     |
| 1    | G2   | Autodromo nazionale di Monza         | 6 aprile     |
| 2    | G3   | Autodromo di Vallelunga              | 4 maggio     |
| 2    | G4   | Autodromo di Vallelunga              | 4 maggio     |
| 3    | G5   | Autodromo internazionale del Mugello | 18 maggio    |
| 3    | G6   | Autodromo internazionale del Mugello | 18 maggio    |
| 4    | G7   | Circuito di Brno                     | 22 giugno    |
| 4    | G8   | Circuito di Brno                     | 22 giugno    |
| 5    | 5    | Sachsenring                          | 21 settembre |
| 6    | 6    | Hockenheimring                       | 5 ottobre    |

## Risultati e classifiche

### Gare
| Gara | Circuito                             | Pole position     | Giro veloce       | Pilota vincitore  | Scuderia vincitrice |
| ---- | ------------------------------------ | ----------------- | ----------------- | ----------------- | ------------------- |
| 1    | Autodromo nazionale di Monza         | Eddie Cheever III | Eddie Cheever III | Eddie Cheever III | Roma Racing Team    |
| 2    | Autodromo nazionale di Monza         |                   | Eddie Cheever III | Eddie Cheever III | Roma Racing Team    |
| 3    | Autodromo di Vallelunga              | Tomáš Kostka      | Tomáš Kostka      | Francesco Sini    | Solaris Motorsport  |
| 4    | Autodromo di Vallelunga              |                   | Davide Stancheris | Tomáš Kostka      | Audi Sport Italia   |
| 5    | Autodromo internazionale del Mugello | Max Mugelli       | Davide Stancheris | Nicola Baldan     | Roma Racing Team    |
| 6    | Autodromo internazionale del Mugello |                   | Nicola Baldan     | Niccolò Mercatali | Team BMW Dinamic    |
| 7    | Circuito di Brno                     | Tomáš Kostka      | Tomáš Kostka      | Tomáš Kostka      | Audi Sport Italia   |
| 8    | Circuito di Brno                     |                   | Tomáš Kostka      | Francesco Sini    | Solaris Motorsport  |
| 9    | Sachsenring                          | Tomáš Kostka      | Tomáš Kostka      | Tomáš Kostka      | Audi Sport Italia   |
| 10   | Hockenheimring                       | Tomáš Kostka      | Francesco Sini    | Francesco Sini    | Solaris Motorsport  |

### Classifiche

#### Classifica piloti
| Pos. | Pilota                 | MNZ | MNZ | VAL | VAL | MUG | MUG | BRN | BRN | SAC | HOC | Punti |
| ---- | ---------------------- | --- | --- | --- | --- | --- | --- | --- | --- | --- | --- | ----- |
| 1    | Francesco Sini         | 5   | 2   | 1   | 6   | Rit | Rit | 2   | 1   | 4   | 1   | 169   |
| 2    | Tomáš Kostka           | 4   | 4   | 10  | 1   | 6   | 8   | 1   | Rit | 1   | 4   | 168   |
| 3    | Nicola Baldan          | 2   | 16† | 2   | 8†  | 1   | 2   | 3   | 2   | 7   | Rit | 147   |
| 4    | Niccolò Mercatali      | 9   | 10  | 3   | 4   | 7   | 1   | 6   | 4   |     | Rit | 109   |
| 5    | Max Mugelli            | 6   | 5   | Rit | NP  | 2   | 4   | 5   | 3   | 6   | Rit | 107   |
| 6    | Maurizio Copetti       | 8   | 8   | 4   | 9   | 5   | 7   | 4   | 5   |     |     | 92    |
| 7    | Ermanno Dionisio       |     |     | 7   | 3   | 11  | 5   | 7   | 8   | 3   | Rit | 88    |
| 8    | Diego Romanini         | 13† | 9   | 6   | Rit | 4   | Rit | 8   | 6   |     | 3   | 82    |
| 9    | Davide Stancheris      | 7   | 7   | 5   | 2   | 12† | 6   |     |     |     |     | 71    |
| 10   | Domenico Schiattarella | 3   | 3   |     |     | 3   | 3   |     |     |     |     | 68    |
| 11   | Eddie Cheever III      | 1   | 1   |     |     |     |     |     |     |     |     | 53    |
| 12   | Leonardo Baccarelli    | 10  | 12  | 8   | Rit | 8   | Rit |     |     |     | 5   | 49    |
| 13   | Giovanni Berton        |     |     |     |     |     |     |     |     | 5   | 2   | 43    |
| 14   | Domiziano Giacon       |     |     | 11  | 7   | 10  | 9   |     |     | 12  |     | 37    |
| 15   | Emanuele Zonzini       |     |     |     |     |     |     | Rit | NP  | 2   | Rit | 28    |
| 16   | Francesco Ascani       |     |     | 9   | 5   |     |     |     |     |     |     | 21    |
| 17   | Giovanni Lavaggi       | Rit | 15† | NP  | NP  |     |     | 9   | 7   |     |     | 21    |
| 18   | Jonathan Giacon        | Rit | 11  |     |     | Rit | Rit |     |     | 8   |     | 20    |
| 19   | Giampiero Pindari      |     |     |     |     |     |     | Rit | Rit |     | 6†  | 17    |
| 20   | Giuseppe Cipriani      | Rit | 6   |     |     |     |     |     |     |     |     | 12    |
| 21   | Alessandro Battaglin   | 11  | 14  |     |     |     |     |     |     |     |     | 9     |
| 22   | Hans Hartmann          | 12  | 13  |     |     |     |     |     |     |     |     | 9     |
| 23   | Gianni Giudici         | Rit | NP  |     |     | 9   | NP  |     |     |     |     | 9     |
| 24   | Silvano Bolzoni        |     |     |     |     |     |     |     |     | 9   |     | 9     |
| 25   | Francesca Linossi      |     |     |     |     |     |     |     |     | 10  |     | 8     |
| 26   | Kevin Giacon           |     |     |     |     | Rit | NP  |     |     | 11  |     | 8     |
| 27   | Nico Caldarola         |     |     |     |     | Rit | Rit | Rit | Rit |     | Rit | 5     |
| 27   | Gabriele Volpato       | Rit | 17† |     |     |     |     |     |     |     |     | 2     |
| Pos. | Pilota                 | MNZ | MNZ | VAL | VAL | MUG | MUG | BRN | BRN | SAC | HOC | Punti |

| Colore  | Risultato             |
| ------- | --------------------- |
| Oro     | Vincitore             |
| Argento | 2º posto              |
| Bronzo  | 3º posto              |
| Verde   | Finito a punti        |
| Blu     | Finito senza punti    |
| Viola   | Ritirato (Rit)        |
| Viola   | Non classificato (NC) |
| Rosso   | Non qualificato (NQ)  |
| Nero    | Squalificato (SQ)     |
| Bianco  | Non partito (NP)      |
| Bianco  | Non ha gareggiato     |
| Bianco  | Infortunato (INF)     |
| Bianco  | Escluso (ES)          |
| Bianco  | Gara cancellata (C)   |

#### Classifica scuderie
| Pos. | Pilota             | Punti |
| ---- | ------------------ | ----- |
| 1    | Audi Sport Italia  | 290   |
| 2    | Solaris Motorsport | 280   |
| 3    | Team BMW Dinamic   | 270   |
| 4    | Roma Racing Team   | 207   |
| 5    | CAAL Racing        | 133   |
| 6    | Scuderia Giudici   | 49    |
| 7    | Team MRT           | 31    |
| 8    | Hartmann Racing    | 21    |
| 9    | Todi Corse         | 21    |
| 10   | Tecnodom           | 20    |